# Parc éolien de Nordsee-Ost

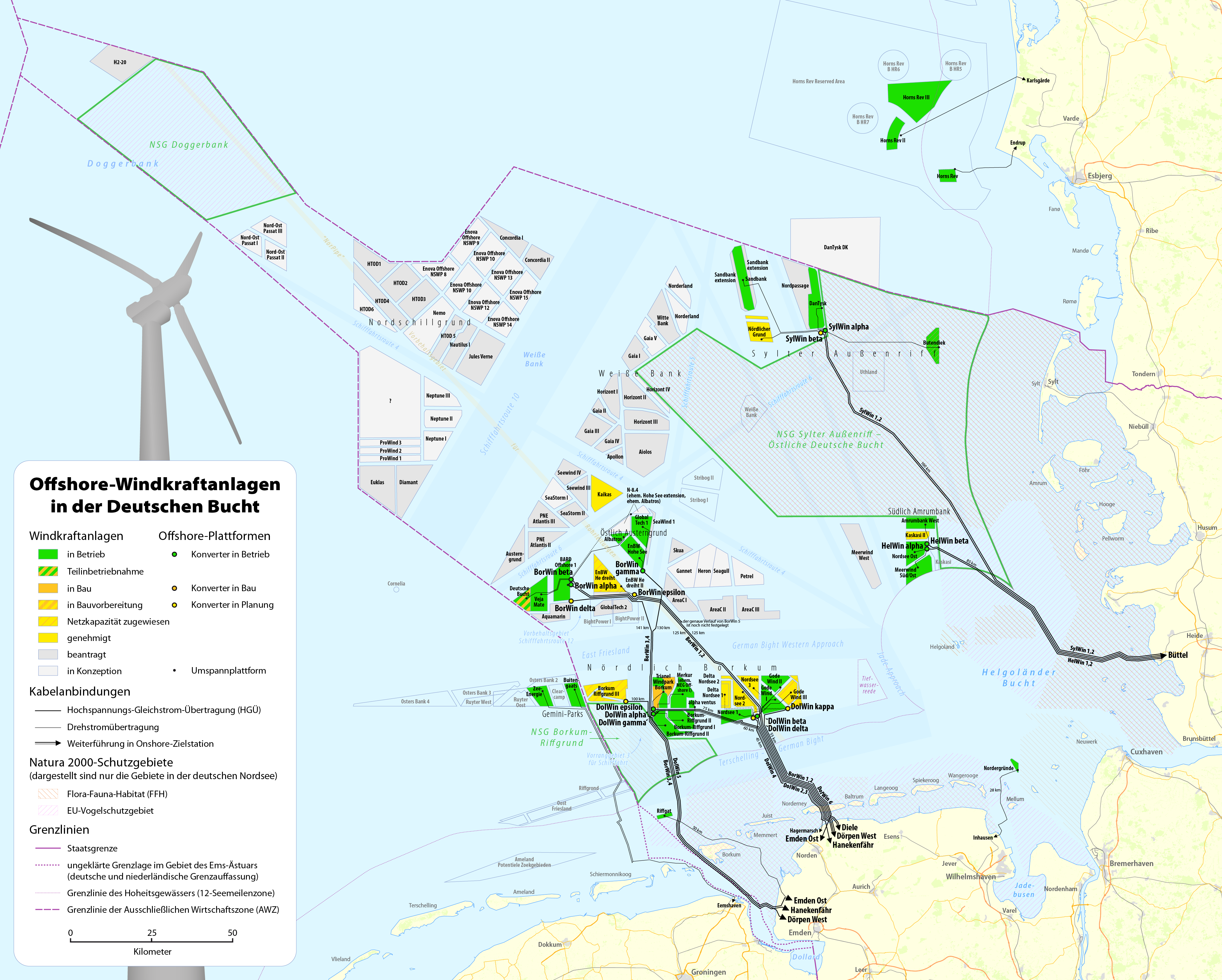
Nordsee Ost dans les parcs éolien de la baie Allemande

Le parc éolien de Nordsee-Ost est un parc éolien en construction situé en mer du Nord, dans la zone économique exclusive de l'Allemagne.